# The Worst Movie Ever!
The Worst Movie Ever! è un film indipendente del 2011 scritto e diretto da Glenn Berggoetz. La pellicola è un misto di fantascienza, azione, drammatico/horror, commedia e musical. È stato citato come uno dei film col minore incasso nella storia del cinema.

## Trama
Il film è una miscellanea di generi, tra robot, alieni, adolescenti tormentati, ladri di anime, signori oscuri, travestiti, cacciatrici di uomini, cougar, quattordicenni in stato di gravidanza, scienziati macho e Babbo Natale.

## Distribuzione
Il film, mai doppiato in italiano, viene presentato in anteprima al Van Wert Independent Film Festival a Van Wert in Ohio, l'8 luglio 2011, dove il regista Glenn Berggoetz dopo un convegno ha proiettato il film.
Il film è stato presentato in anteprima nelle sale il 19 agosto 2011, in un unico cinema, il Laemmle Sunset 5 a Los Angeles, realizzando il peggior incasso al botteghino mai visto: appena 11 $.

## Accoglienza
Dopo la sua uscita, il film deve paradossalmente la sua notorietà ad un'audience estremamente bassa. Il risibile incasso lo rende uno dei film con minori incassi di sempre, battendo addirittura il film del 2006, Zyzzyx Road, che ha attirato 6 spettatori, incassando solamente 30 $ nel corso della prima settimana di proiezione.
Secondo il direttore Glenn Berggoetz, il film ha venduto un solo biglietto durante il fine settimana, per la sola proiezione di sabato, senza che nessuno invece abbia seguito la proiezione del venerdì. I tentativi da parte del proprietario del cinema e del regista per individuare lo spettatore che ha pagato l'unico biglietto per vedere il film sul fine settimana di apertura sono finora falliti.
La IFC propone il film come all'altezza del suo titolo, ritenendo che abbia la possibilità di diventare una sorta di cult-movie : "Su internet il film è ormai una leggenda: viene considerato come la pellicola che ha ottenuto il peggior incasso di tutti i tempi. Quasi 70.000 persone hanno visto il trailer del film su YouTube; anche se solo una frazione di quelle persone, stimolate dalla curiosità, si precipitasse a vedere il film al cinema, potremmo ritenere di aver assistito alla nascita di un nuovo cult-movie". Dal momento che la segnalazione della première del film è stata poco brillante, il trailer è diventato una "mini-hit su YouTube" diventando "qualcosa avente un seguito di culto su Facebook". Il regista del film ha dichiarato che il basso incasso del film non fu una trovata pubblicitaria.